# Trường mẫu giáo
Trường mẫu giáo hay trường mầm non (tiếng Anh: Kindergarten) là hệ thống chương trình giáo dục dành cho trẻ mầm non dựa trên các hoạt động chơi, ca hát, các hoạt động thực tế như vẽ tranh và tương tác xã hội như một phần trong quá trình chuyển tiếp từ nhà tới trường học (trường tiểu học). Những tổ chức như vậy ban đầu được lập ra vào cuối thế kỷ 18 ở Bavaria và Strasbourg để phục vụ cho những trẻ có cha mẹ đi làm xa, không làm việc tại nhà.

## Tên gọi
Thuật ngữ Kindergarten (Tiếng Anh: /ˈkɪndərˌɡɑːrtən/, US: /-dən/ ⓘ; tiếng Đức [ˈkɪndɐˌɡaːɐ̯tn̩] ⓘ) được đặt ra bởi Friedrich Fröbel người Đức với cách tiếp cận giáo dục trong giai đoạn đầu đời, từ đó tạo ảnh hưởng trên toàn thế giới. Ngày nay, thuật ngữ này được sử dụng ở nhiều quốc gia để mô tả đa dạng các tổ chức giáo dục và không gian học tập cho trẻ từ 1 đến 7 tuổi, dựa trên nhiều phương pháp giảng dạy.

## Định nghĩa

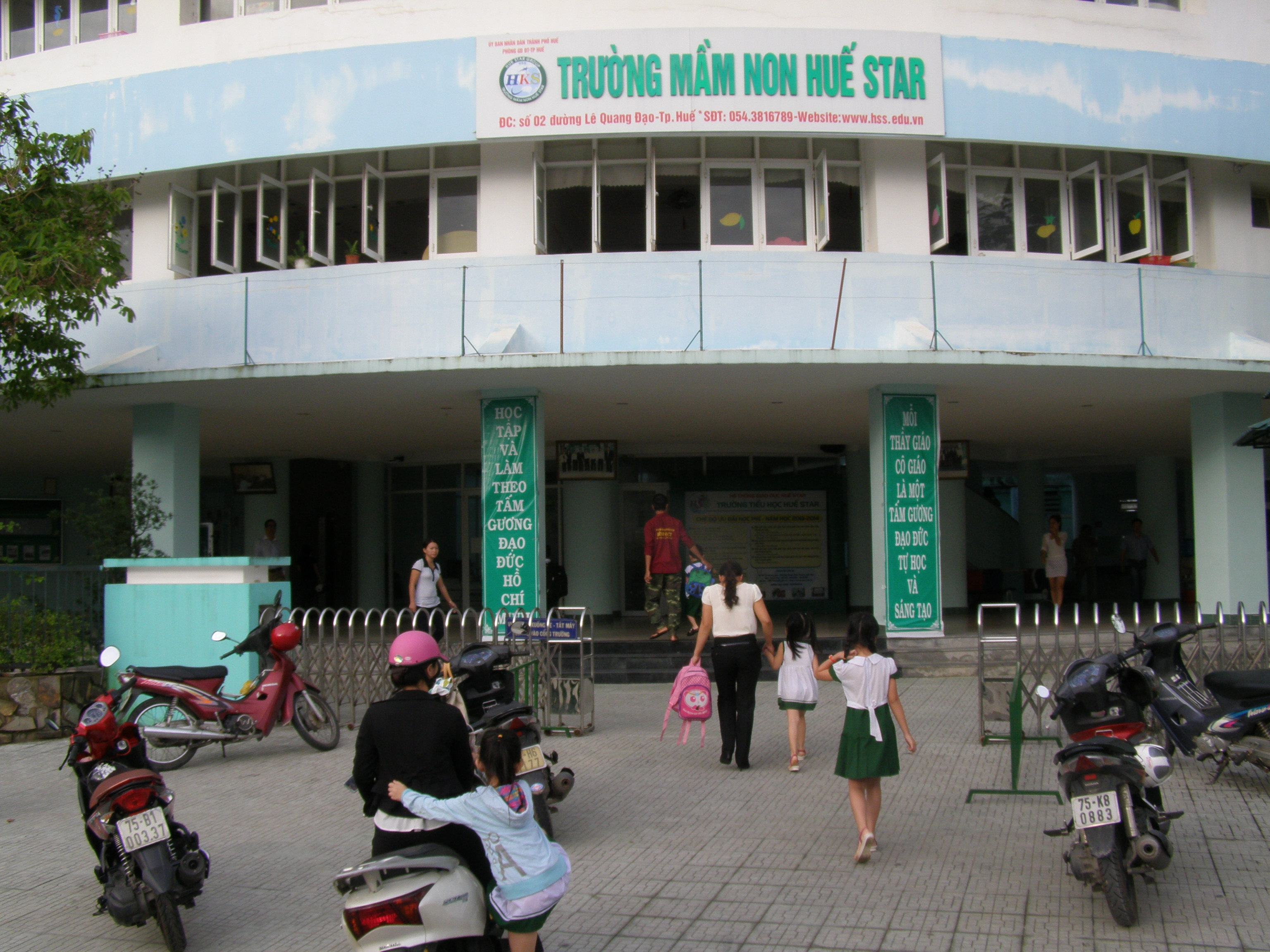
Trường mầm non ở thành phố Huế, Việt Nam.

Theo quy định của Bộ Giáo dục Việt Nam, trường mẫu giáo là cơ sở giáo dục mầm non nhận trẻ em từ ba tuổi đến sáu tuổi. Trường mầm non là cơ sở kết hợp nhà trẻ và mẫu giáo, nhận trẻ em từ ba tháng tuổi đến sáu tuổi.
Tại Việt Nam, trường mầm non là đơn vị cơ sở của giáo dục mầm non trong hệ thống giáo dục quốc dân. Trường đảm nhận việc nuôi dưỡng, chăm sóc và giáo dục trẻ em nhằm giúp trẻ em hình thành những yếu tố đầu tiên của nhân cách; chuẩn bị cho trẻ em vào lớp 1.
Trẻ em được tổ chức theo nhóm trẻ hoặc lớp mẫu giáo. Đối với nhóm trẻ: trẻ em từ 3 tháng tuổi đến 36 tháng tuổi được tổ chức thành các nhóm trẻ. Số trẻ tối đa trong một nhóm trẻ được quy định như sau:
- Nhóm trẻ từ 3 đến 12 tháng tuổi: 15 trẻ;
- Nhóm trẻ từ 13 đến 24 tháng tuổi: 20 trẻ;
- Nhóm trẻ từ 25 đến 36 tháng tuổi: 25 trẻ.

Đối với lớp mẫu giáo: Trẻ em từ ba tuổi đến sáu tuổi được tổ chức thành các lớp mẫu giáo. Số trẻ tối đa trong một lớp mẫu giáo được quy định như sau:
- Lớp mẫu giáo 3- 4 tuổi: 25 trẻ;
- Lớp mẫu giáo 4-5 tuổi: 30 trẻ;
- Lớp mẫu giáo 5 - 6 tuổi: 35 trẻ.

## Lịch sử

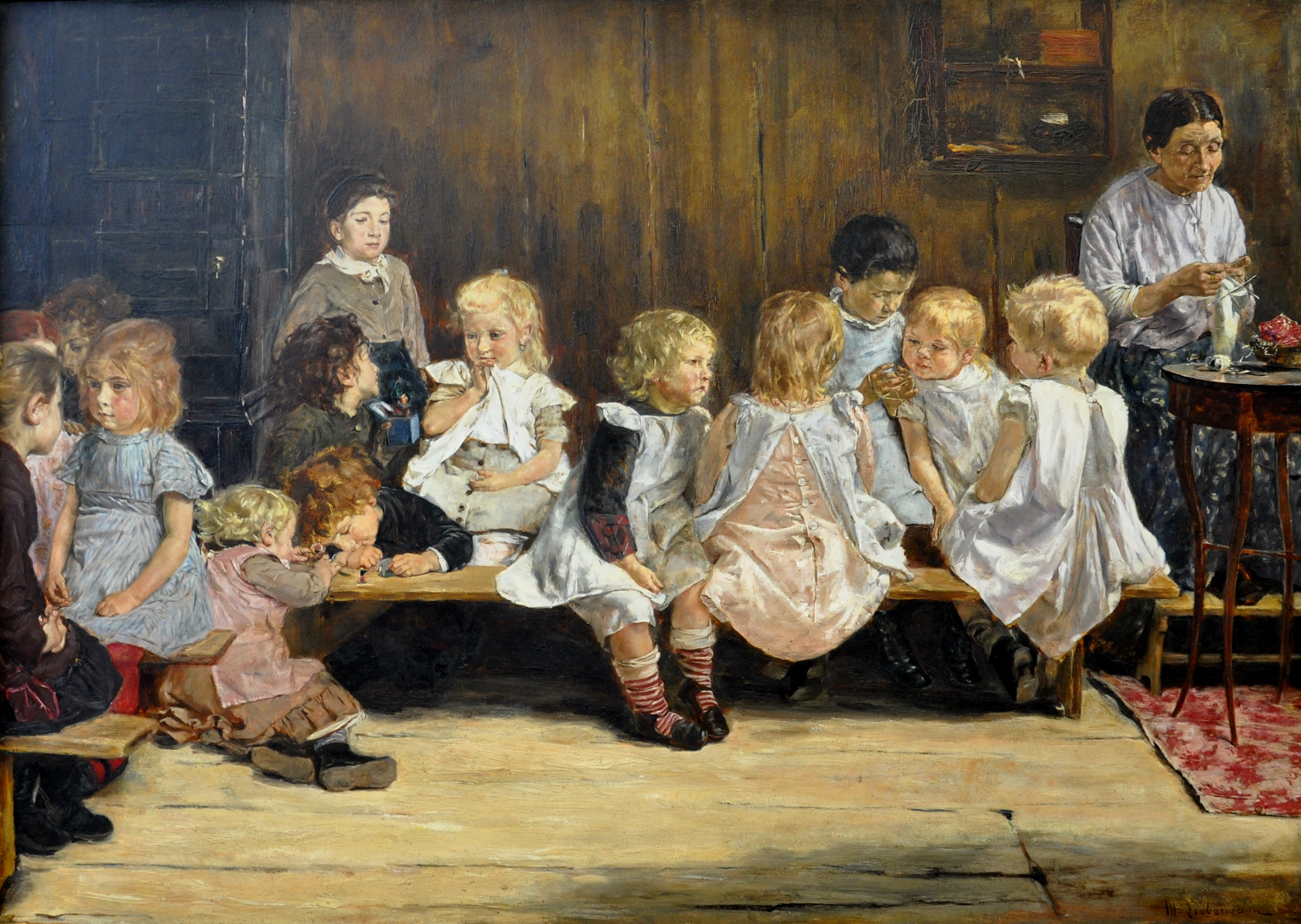
Tranh vẽ trường mẫu giáo tại Amsterdam năm 1880 của Max Liebermann.

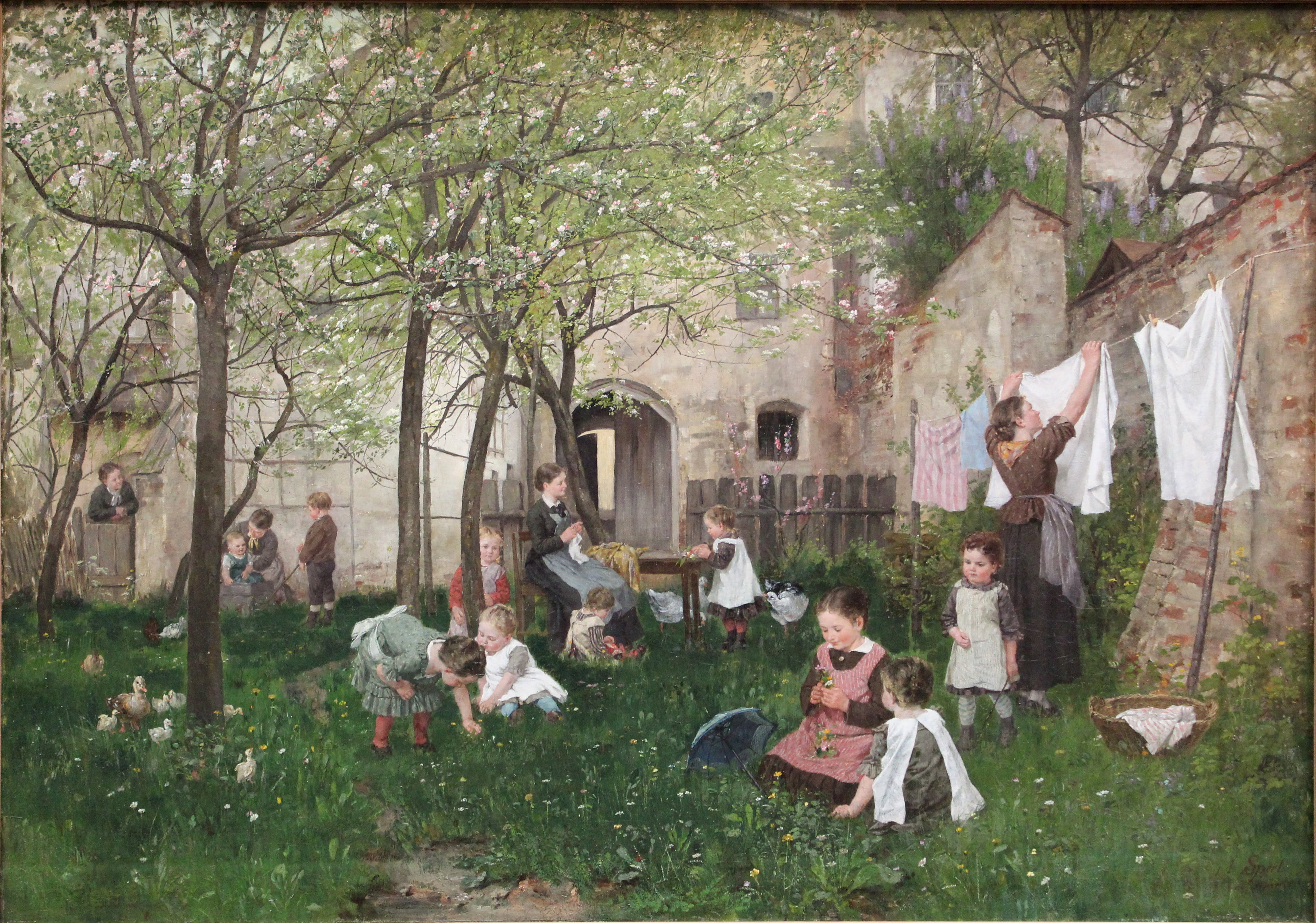
Tranh vẽ Kindergarten của họa sĩ Đức Johann Sperl khoảng năm 1885

Năm 1779, Johann Friedrich Oberlin và Louise Scheppler thành lập tại Strasbourg một cơ sở đầu tiên để chăm sóc và giáo dục cho trẻ trong độ tuổi mầm non có cha mẹ đi vắng cả ngày. Gần như cùng thời gian này, năm 1780, các cơ sở tương tự nhận giữ trẻ được mở ra tại Bavaria. Năm 1802, công chúa Pauline zur Lippe đã thành lập một trung tâm giữ trẻ tại Detmold, thủ đô của Thân vương quốc Lippe, Đức (nay thuộc bang North Rhine-Westphalia).
Năm 1816, Robert Owen, một triết gia và nhà sư phạm đã mở ngôi trường đầu tiên tại Anh và có lẽ là nhà trẻ đầu tiền trên thế giới tại New Lanark, Scotland. Việc kết hợp sự may rủi với các nhà máy xay nghiền thuộc hợp tác xã, Owen muốn những đứa trẻ được giáo dục đạo đức tốt để phù hợp với công việc. Hệ thống của ông đã thành công trong việc tạo ra những đứa trẻ ngoan ngoãn với khả năng đọc viết và tính toán cơ bản
Samuel Wilderspin mở nhà trẻ đầu tiên của mình tại London năm 1819, và tiếp tục thành lập thêm hàng trăm trường sau đó. Ông đã xuất bản nhiều tài liệu về lĩnh vực này và công trình nghiên cứu của ông đã trở thành mô hình cho các trường mầm non trên khắp nước Anh và xa hơn nữa. Hoạt động chơi là một phần quan trọng trong hệ thống giáo dục của Wilderspin. Ông có công với việc phát minh ra sân chơi cho trẻ em. Năm 1823, Wilderspin cho xuất bản cuốn On the Importance of Educating the Infant Poor trên nền tảng trường học. Ông bắt đầu làm việc cho Infant School Society vào năm sau để thông báo với mọi người quan điểm của mình. Ngoài ra ông còn viết cuốn sách The Infant System, for developing the physical, intellectual, and moral powers of all children from 1 to seven years of age.

## Châu Âu

### Anh Quốc

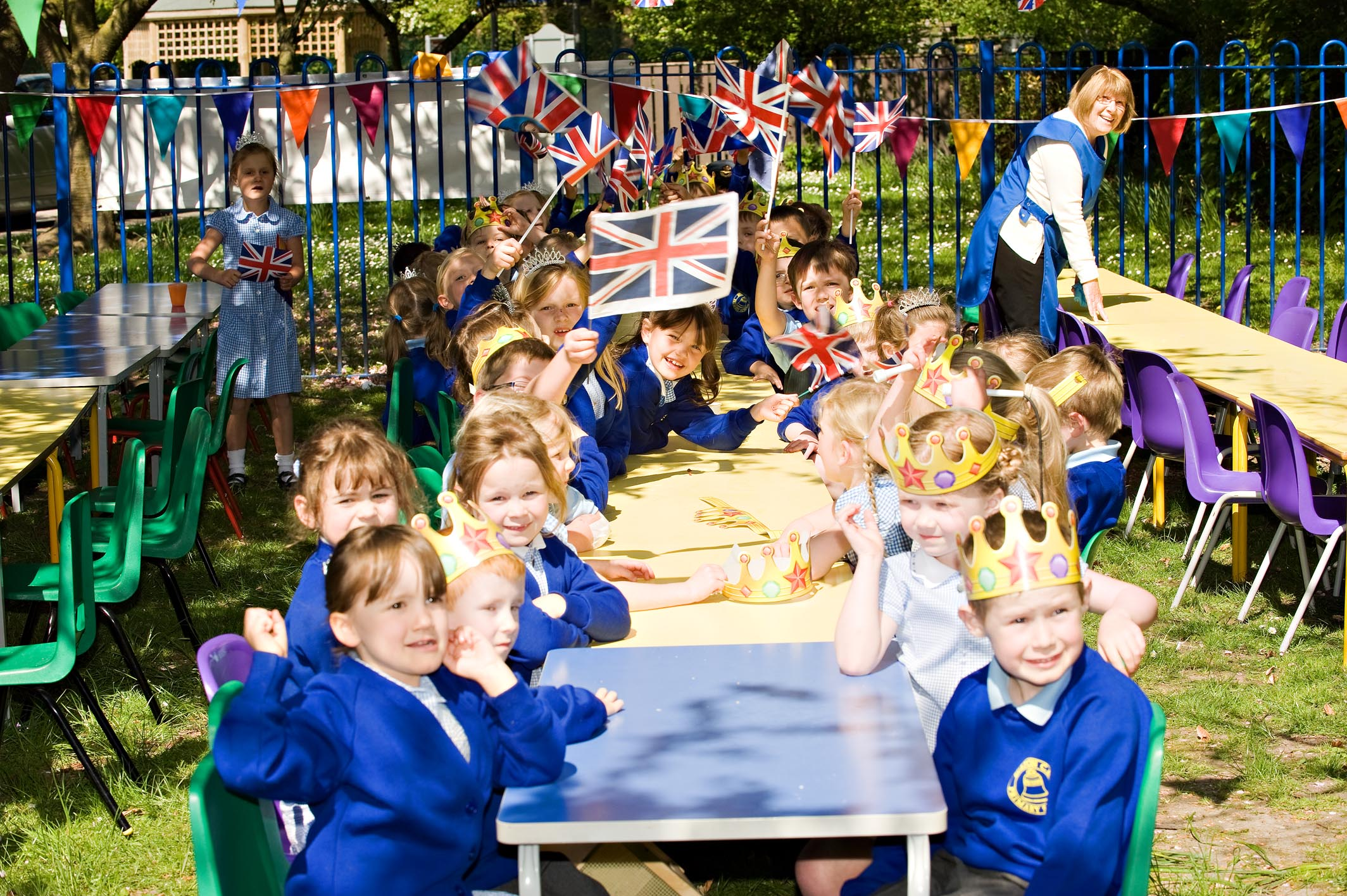
Trường mẫu giáo tại Anh.

- Năm 1816, Owen mở trường mẫu giáo đầu tiên tại Newlandak, Scotland.

### Đức
- Năm 1837, Friedrich Fröbel tổ chức một cơ sở vui chơi cho trẻ em tại công quốc Swabia, Bad Blankenburg, Đức.
- Năm 1840, cơ sở được đặt tên là "Kindergarten" có nghĩa là "vườn trẻ em", phản ánh niềm tin của ông Fröbel rằng trẻ em nên được nuôi dưỡng và chăm sóc tự nhiên "như những cái cây trong vườn".[12] Đây là trường mẫu giáo đầu tiên trên thế giới.
- Trường mẫu giáo ở Đức không phải là một phần của hệ thống trường học hiện tại, không giống như Hoa Kỳ.

Ở Đức, một Kindergarten (vườn trẻ) là một cơ sở chăm sóc trẻ mẫu giáo thường từ ít nhất ba tuổi. Ngược lại, Kinderkrippe (máng trẻ hoặc giường trẻ) hoặc Krippe là nơi chăm sóc trẻ em trước khi chúng vào Mẫu giáo (9 tuần đến khoảng ba tuổi), Kindertagesstätte, nghĩa đen là "địa điểm chăm sóc trẻ em hàng ngày", thường được gọi ngắn gọn là Kita là một thuật ngữ dành cho bất kỳ cơ sở chăm sóc ban ngày nào cho trẻ mẫu giáo.

### Pháp
- Ở Pháp, trường mầm non được gọi là école maternelle (tiếng Pháp nghĩa là "trường mẫu giáo", nghĩa đen là "trường mẹ"). Các trường mẫu giáo miễn phí có sẵn trên toàn quốc, chào đón trẻ em từ 3 đến 6 tuổi (mặc dù ở nhiều nơi, trẻ em dưới ba tuổi có thể không được cấp chỗ). Các lứa tuổi được chia thành phần lớn (grande (GS: 5 tuổi), phần trung bình (MS: 4 tuổi), phần nhỏ (PS: 3 tuổi) và phần bé nhỏ (TPS: 2 tuổi). Nó đã trở thành bắt buộc vào năm 2018 cho tất cả trẻ em từ 3 tuổi. Ngay cả trước khi có luật năm 2018, hầu hết tất cả trẻ em từ 3 đến 5 tuổi đều tham dự école maternelle, là giai đoạn giáo dục chính quy theo quy định của Bộ Giáo dục Quốc gia.

## Bắc Mỹ

### Hoa Kỳ
- Năm 1838, nhà trẻ đầu tiên tại Hoa Kỳ được thành lập bởi học trò của Frobel là Louisa Frankenberg tại Columbus, Ohio.
- Năm 1856, Margarethe Schurz, vợ của Thượng nghị sĩ Carl Schurz thành lập First Kindergarten tại Watertown, Wisconsin; tòa nhà dùng làm trường học hiện nằm trong khuôn viên của Bảo tàng Octagon House Museum. Năm 1873 chuyển thành trường công.

### Canada
- Trường mẫu giáo Bắc Mỹ thường là một phần của hệ thống giáo dục tiểu học K-12. Trường mẫu giáo được xếp vàp năm đầu tiên của giáo dục chính quy. Các trường mẫu giáo tại Ontario và Wisconsin được chia thành hai cấp: Mẫu giáo cơ sở và Mẫu giáo nâng cao (JK và SK). Không giống như Pháp, trường mẫu giáo được gọi là  la motherselle  trong tiếng Pháp vùng Ontario. Khi trẻ em hoàn thành bậc mẫu giáo sẽ lên lớp 1.

## Châu Á

### Ấn Độ
- Ở Ấn Độ, trường mẫu giáo được chia thành hai phần: Mẫu giáo cấp thấp (LKG) và Mẫu giáo cấp cao (UKG). Sau khi hoàn thành lớp mẫu giáo, trẻ em bước vào lớp 1 tiểu học. Hầu hết các trường mẫu giáo là trường tư thục. Trẻ em trong độ tuổi từ 2 đến 2 tuổi rưỡi vào nhà trông trẻ (bộ phận thuộc trường mẫu giáo).

### Trung QuốcĐại lục
- Tháng 2 năm 1898, mục sư Vi Ngọc Chấn thuộc Giáo hội Trưởng lão nước Anh đã đến đảo Cổ Lãng Tự, thành phố Hạ Môn, tỉnh Phúc Kiến để truyền giáo cùng với vợ, có tên tiếng Trung Quốc là Vi Ái Li.
- Năm 1898, một lớp dạy trẻ được mở tại Tòa nhà Mục vụ, số 35 đường Cổ Tân, Cổ Lãng Tự có tên "Lớp Liên Nhi" (Liên Nhi Ban, 怜儿班). Sau khi xây dựng cùng một vị trí trên đảo (số 83 đường Vĩnh Xuân), lớp học được đặt tên là Hoài Đức Ấu Trĩ Viên, là trường mẫu giáo sớm nhất tại Trung Quốc. Học sinh là trẻ em theo Kitô giáo từ 4 đến 6 tuổi. Nội dung và hình thức giáo dục trẻ chủ yếu dựa theo phương pháp giáo dục của Friedrich Fröbel và Montessori, dụng cụ học tập như đồ chơi gỗ Gabe hầu hết là vận chuyển từ Anh sang.
- Vào tháng 11 năm 1933, được đổi tên thành Ấu Trĩ Viên Tư lập Hoài Đức. Vào tháng 12 năm 1941, đảo Cổ Lãng Tự bị Nhật chiếm đóng, toàn bộ trường bị người Nhật tiếp quản, đổi tên thành Cổ Lãng Tự Ấu Trĩ Viên. Giám hiệu và giáo viên được phía Nhật Bản tuyển dụng lại. Giáo dục, cuộc sống và các hoạt động của học sinh mẫu giáo được sắp xếp theo quy định của phía Nhật Bản. Sau chiến thắng của Chiến tranh Trung – Nhật, mục sư Bạch Lệ Chí của Giáo hội Trưởng lão Anh đã tiếp quản trường và khôi phục tên ban đầu. Nay đổi tên thành trường mẫu giáo Nhật Quang Cổ Lãng Tự Thành phố Hạ Môn (厦门市鼓浪屿日光幼儿园).
- Tháng 1 năm 1901, chính phủ nhà Thanh thành lập nhà trẻ của người Mãn bằng việc ban bố Chương trình Mông Dưỡng Viện của triều đình và chương trình luật giáo dục gia đình [13] quy định rõ "lấy Mông Dưỡng Viện để hỗ trợ quá trình giáo dục trong gia đình", đánh dấu chính phủ Trung Quốc chính thức bắt đầu có hệ thống mẫu giáo.
- Tháng 11 năm 1922, Bộ Giáo dục của Chính phủ Bắc Dương đã công bố "Lệnh cải cách hệ thống trường học" và thay đổi Mông Dưỡng Viện (蒙养院) thành Ấu Trĩ Viên (幼稚园; "vườn trẻ").
- Năm 1951, Bộ Giáo dục nước Cộng hòa Nhân dân Trung Hoa ủy thác cho Đại học Sư phạm Bắc Kinh soạn thảo Hướng dẫn công tác giáo dục mẫu giáo[14], kể từ đó đại đa số các Ấu trĩ viên (幼稚园; 幼稚園) đã được đổi tên thành Ấu nhi viên (幼兒園; 幼儿园). Một số học giả tin rằng việc thay đổi tên “幼儿园” có thể do thông dụng với người dân hơn chữ "幼稚园" tương đối phức tạp và khó viết.

### Đài Loan
- Ngày 1 tháng 12 năm 1897, trường mẫu giáo đầu tiên ở Đài Loan trong thời kỳ phát xít Nhật chiếm đóng. Kể từ khi ông Cao Mộng Hùng (蔡夢熊), đại diện Hội giáo dục thành phố Đài Nam có chuyến thăm Nhật Bản, nhận thấy rằng Nhật Bản có hệ thống giáo dục mầm non. Do đó, sau khi trở về Đài Loan, ông đã mời những người quyền lực của Đài Loan và Nhật Bản tới dự lễ thành lập trường mẫu giáo Miếu Quan Đế (關帝廟幼稚園) tại miếu Võ Tự Điển, Lục Hòa Đường. Học sinh chủ yếu là con cái của quan lại giàu có, bé trai chiếm 2/3, nhưng do thiếu giáo viên và tài chính, trường bị đóng cửa vào tháng 10 năm 1900. Kể từ đó, các trường mẫu giáo tư nhân trên khắp Đài Loan cũng đã nhiều lần gặp vướng mắc.
- Trường mẫu giáo thành phố Tân Trúc (新竹市立幼稚園) là trường mẫu giáo duy nhất tại Đài Loan còn mở tới ngày nay (thành lập vào ngày 15 tháng 8 năm 1923 tại số 334, đường Bắc Môn).
- Ngày 14 tháng 3 năm 1905, phủ Tổng đốc Đài Loan công bố "Quy trình trường mẫu giáo tư lập".[15] Năm 1921, công bố "Quy trình trường mẫu giáo công lập" nhắm phát triển hệ thống giáo dục mầm non tại Đài Loan.
- Năm 2011, chính quyền Đài Loan công bố "Luật chăm sóc và giáo dục trẻ nhỏ" [16]. Và chính thức bắt đầu vào ngày 1 tháng 1 năm 2012, tích hợp nhà trẻ và mẫu giáo, thống nhất thay thế từ gốc Ấu nhi viên và Ấu trĩ viên bằng Ấu nhi sở (托兒所) làm mục tiêu giáo dục. Mặc dù vậy, người dân Đài Loan thường sử dụng "Ấu trĩ viên" do thuận miệng hơn.

### Hàn Quốc
- Trường mẫu giáo đầu tiên của Hàn Quốc được cho là thành lập vào năm 1909. Tuy nhiên, nếu quay ngược lại thời điểm trường mẫu giáo Busan vào năm 1897, đây là một trường mẫu giáo cho người Nhật tại bán đảo Triều Tiên, lịch sử chính thức được bắt đầu từ khi trường mẫu giáo Nanam được thành lập vào năm 1909.[17] Sau đó, trường mẫu giáo Chungdong được thành lập năm 1910 và trường mẫu giáo Kyungsung năm 1913.

### Việt Nam
- Theo dự án khảo cứu Giáo dục Mới và những nhà tiên phong diễn ra vào ngày 18 tháng 11 năm 2018 tại TP.HCM, từ năm 1942 – 1943, lớp mẫu giáo thực nghiệm đầu tiên tại Hà Nội ra đời ứng dụng phương pháp Montessori với thành phần giáo viên ban đầu xuất thân từ Hội hướng đạo sinh. Lớp học do vợ chồng họa sĩ Trịnh Hữu Ngọc và Nguyễn Thị Khang thành lập và thương gia Nguyễn Sơn Hà hỗ trợ tài chính. Theo phương pháp giáo dục Montessori, mỗi đứa trẻ là cá thể riêng biệt cần được tôn trọng để phát triển tùy theo khả năng của mình, được tự do, tự lập lựa chọn hoạt động học tập.[18]
- Tiếp đó là Bách Thảo, trường mẫu giáo tư thục đầu tiên dành cho người Việt được vợ chồng Lê Thị Tuất và Nguyễn Phước Vĩnh Bang thành lập vào năm 1946, theo phương pháp Giáo dục mới (Progressive Education, tên gọi chung cho những trường phái giáo dục tiến bộ nổi lên vào những năm 1940, như Montessori, Decroly, Steiner...)[18]
- Khi Chiến tranh Đông Dương nổ ra, trường học ngừng hoạt động, giáo sư Vĩnh Bang sau đó đến Thụy Sĩ vào năm 1948 để học tâm lý giáo dục, trở thành cộng sự đắc lực của nhà tâm lý học nổi tiếng Jean Piaget. Giáo sư Vĩnh Bang là một học giả Việt hiếm hoi trong lĩnh vực tâm lý học sư phạm được công nhận và kính trọng bởi cộng đồng học thuật quốc tế. Học trò của giáo sư tại Thụy Sĩ bày tỏ ngạc nhiên khi nhóm nghiên cứu từ Việt Nam chưa biết đến ông.[18]

## Hình ảnh

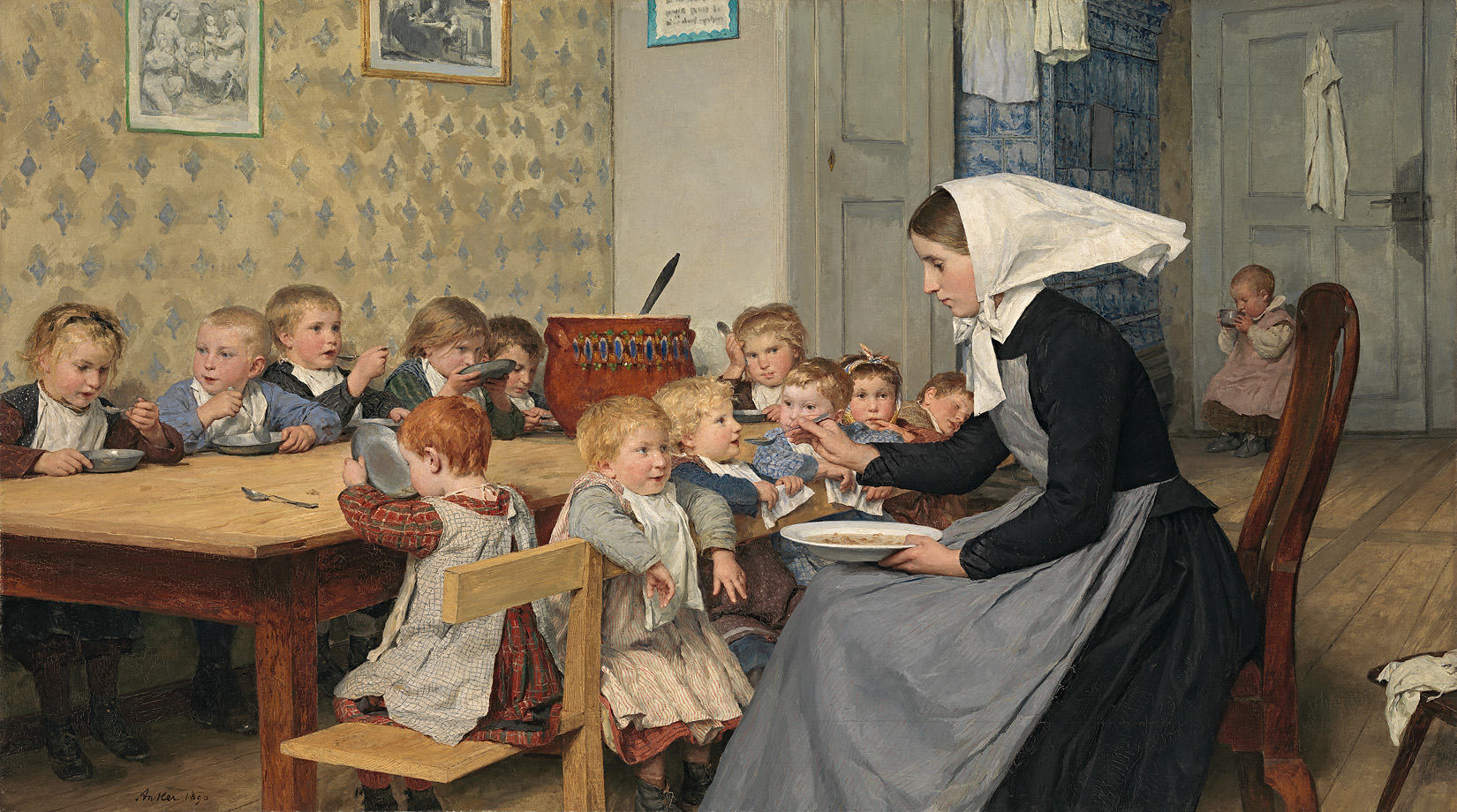
Tranh sơn dầu vẽ khung cảnh nhà trẻ ở  thành phố Bern, Thụy Sĩ
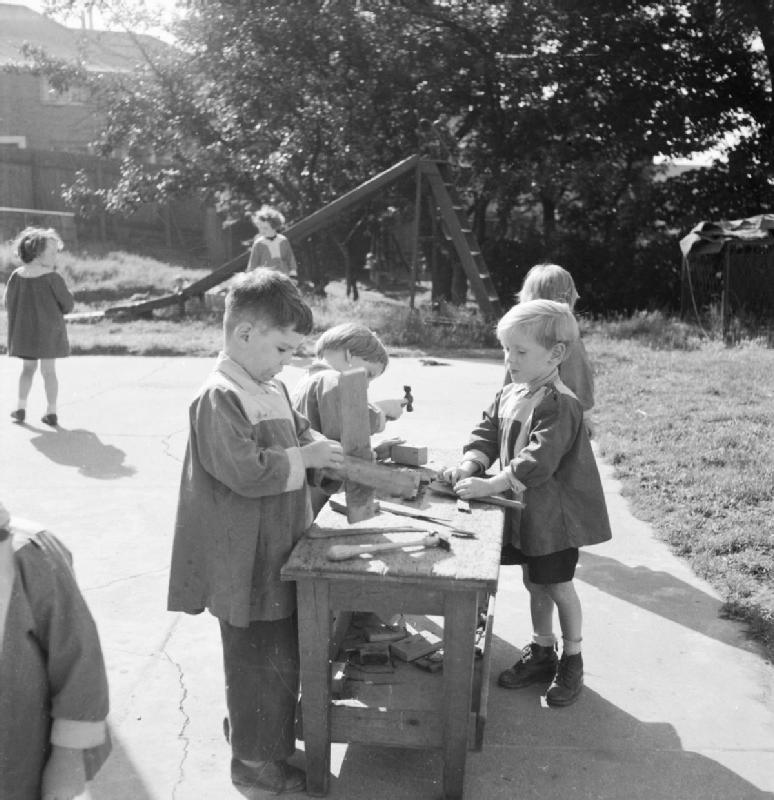
Các bé trai tại Trường mẫu giáo Tarner Land ở Brighton thực hành làm mộc tại một chiếc ghế dài ngoài trời của sân chơi trường học.
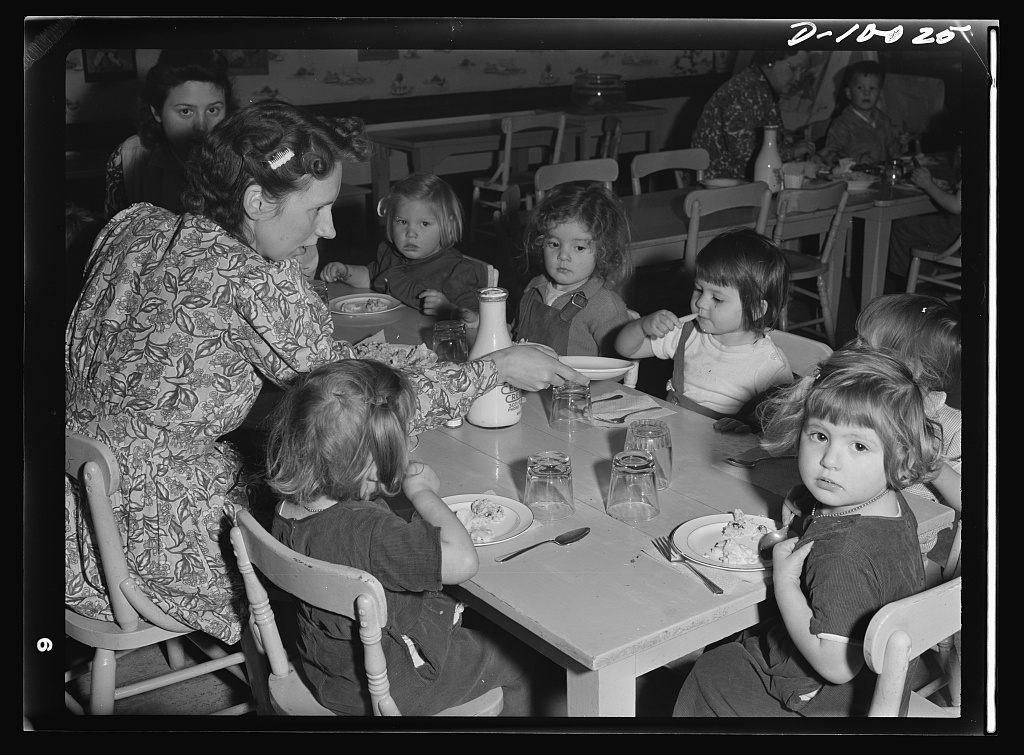
Nhà trẻ cho con của những bà mẹ làm việc trong chiến tranh
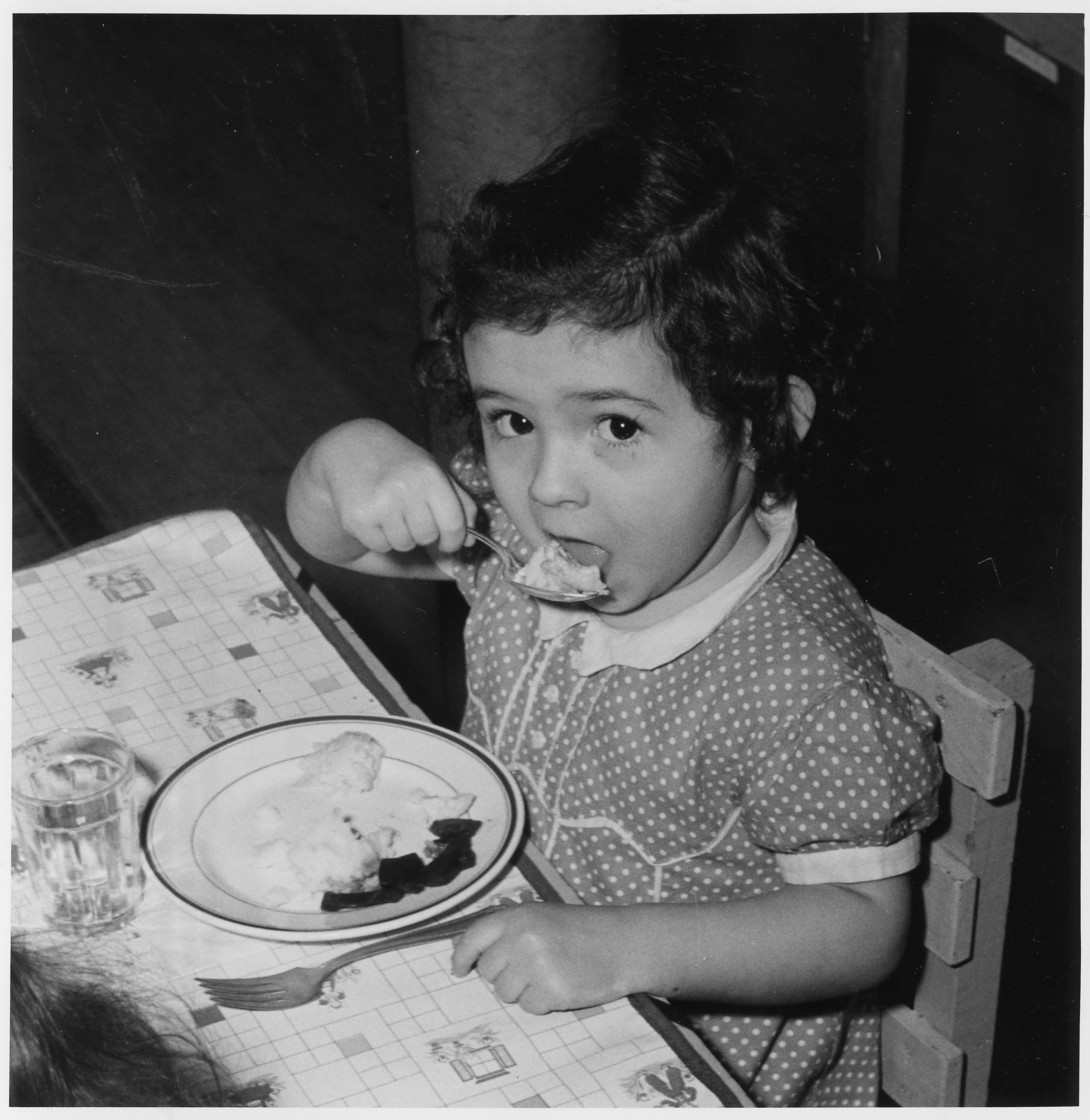
Con em của các công nhân sinh hoạt mười hai tiếng một ngày từ thứ Hai đến thứ Bảy trong các nhà trẻ thời chiến
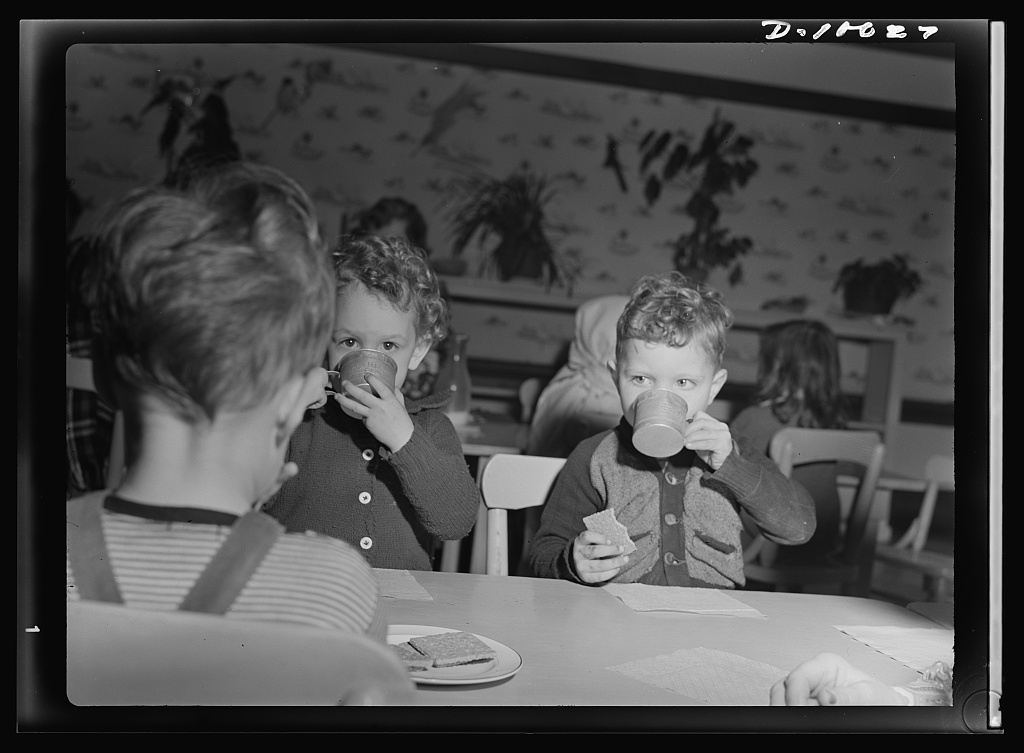
Trẻ em ăn bữa phụ buổi chiều tại nhà trẻ Bella Vista trong thời chiến, ở Oakland, California, Mỹ
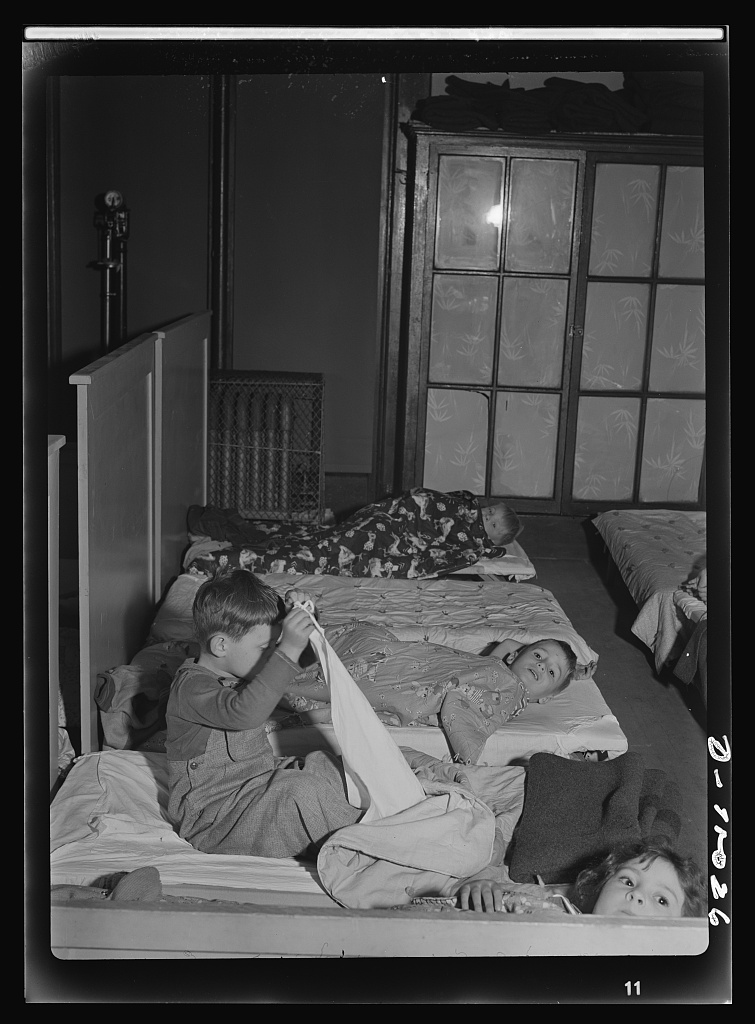
Hai hoặc ba giờ nghỉ ngơi mỗi buổi chiều là một phần trong lịch sinh hoạt của nhà trẻ hiện đại. Những đứa trẻ đang chuẩn bi ngủ trưa sau một buổi sáng chơi trong nhà và ngoài trời.
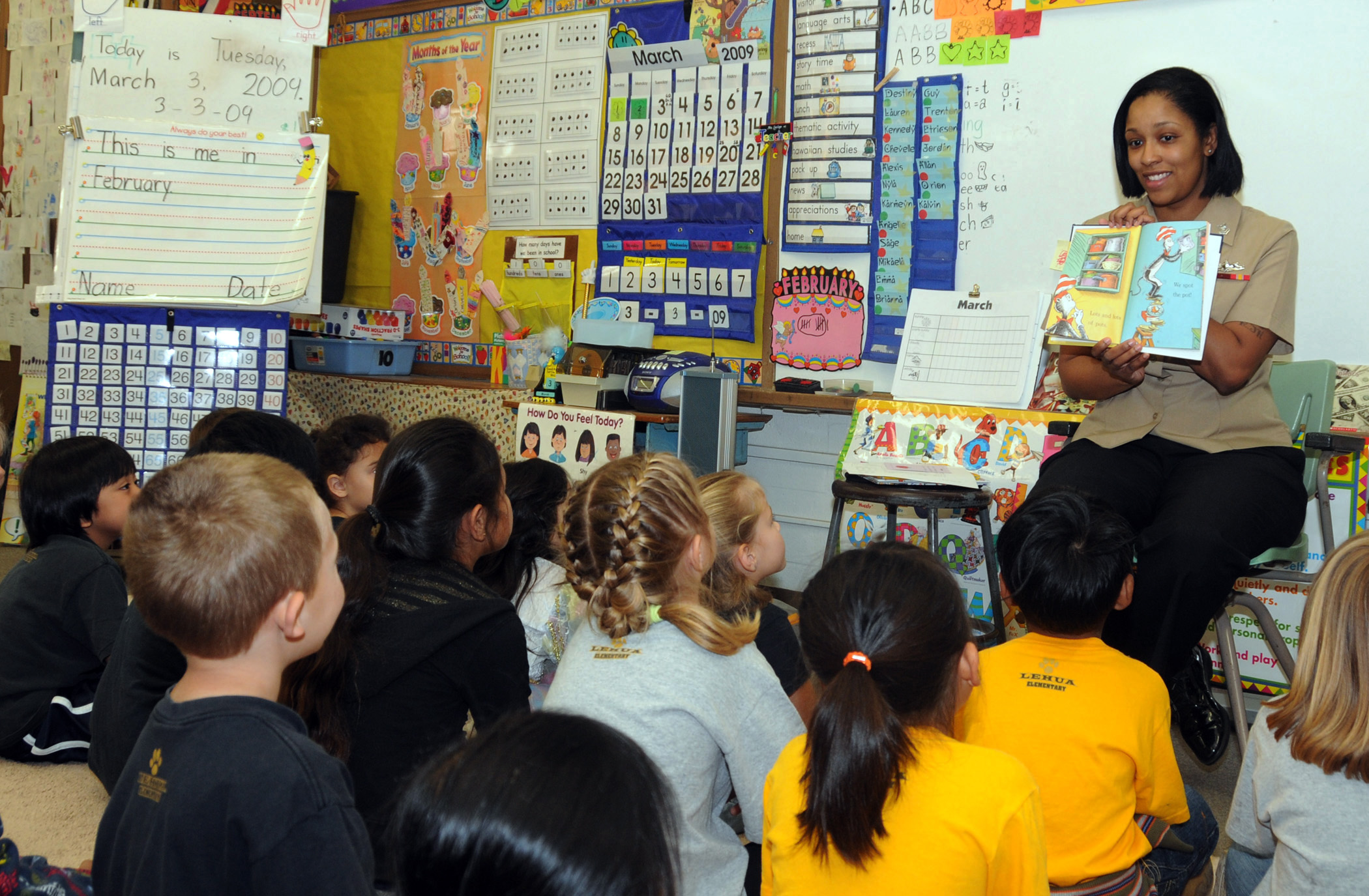
Học sinh mẫu giáo tại trường tiểu học Lehua ngồi nghe kể truyện Chàng Mèo Mang Mũ của Dr. Seus
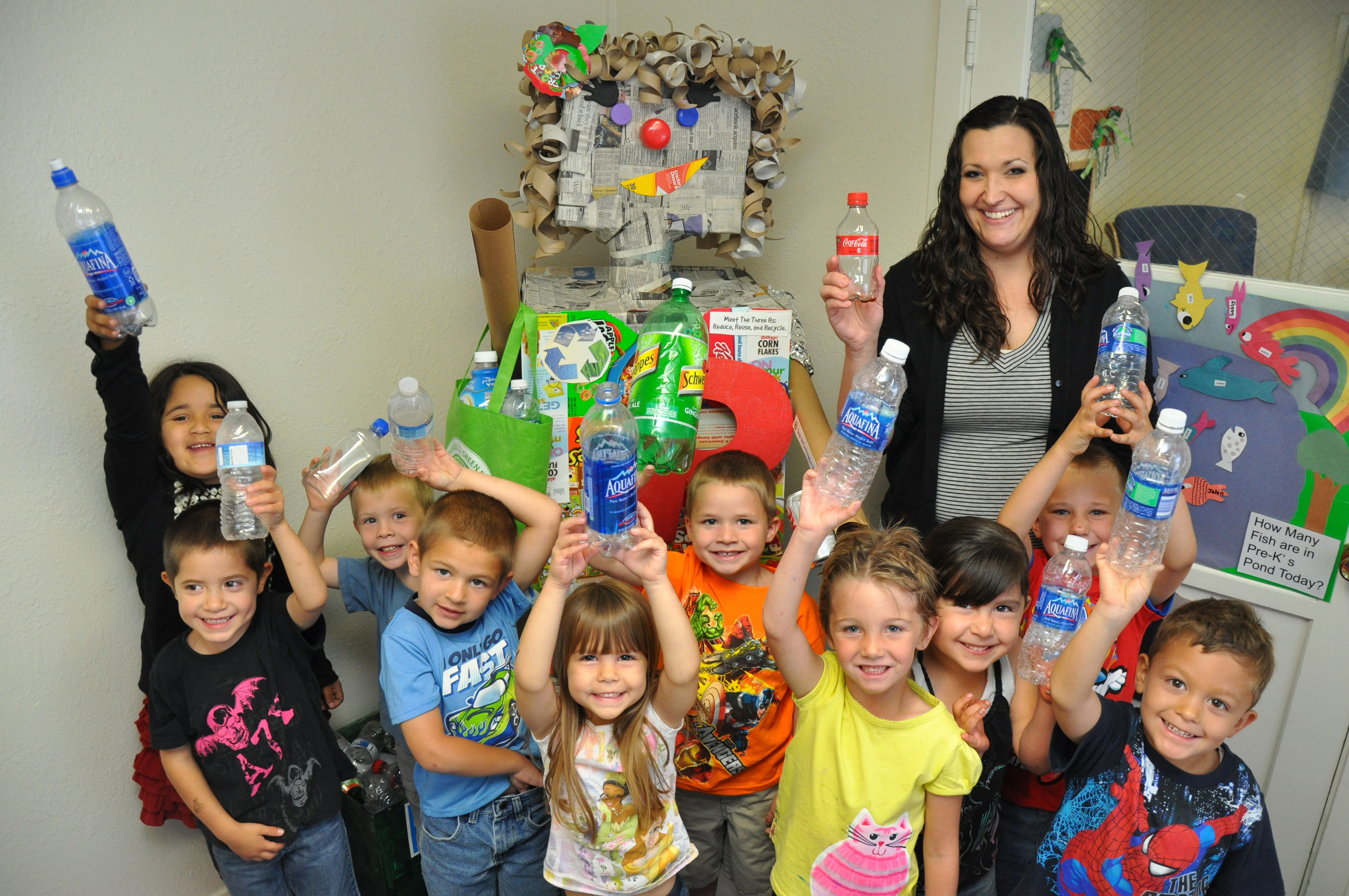
Học sinh mẫu giáo với dự án tái chế Rachel, một robot có kích thước đầy đủ được làm hoàn toàn bằng các sản phẩm có thể tái chế tại Trung tâm phát triển trẻ em thuộc Cơ sở hậu cần của Thủy quân lục chiến Barstow
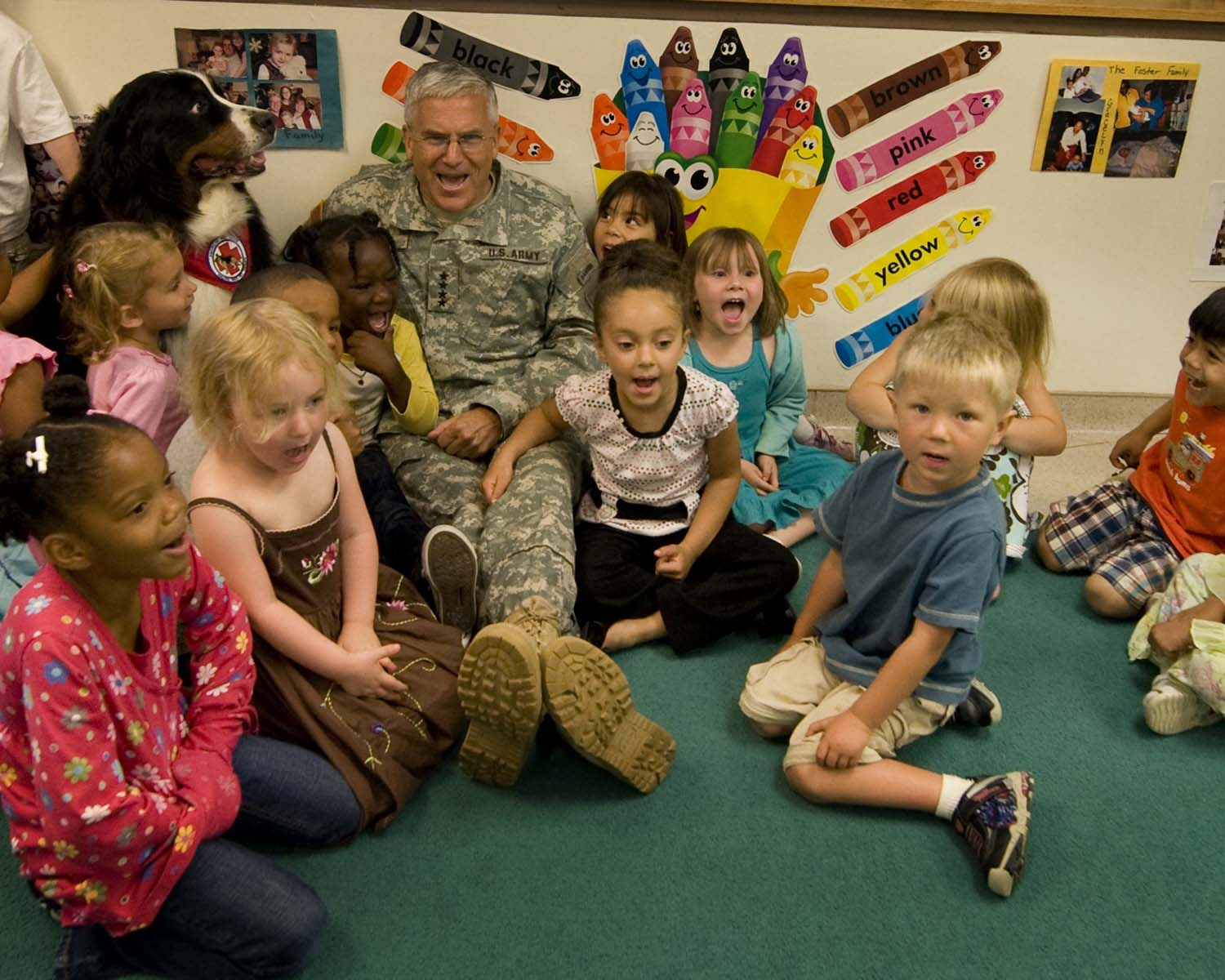
Tổng tham mưu trưởng Lục quân George W. Casey Jr. kỷ niệm Ngày thành lập Quân đội lần thứ 234 cùng các em nhỏ tại Trung tâm Phát triển Trẻ em Forest Glen Annex ở Fort Detrick, Maryland.
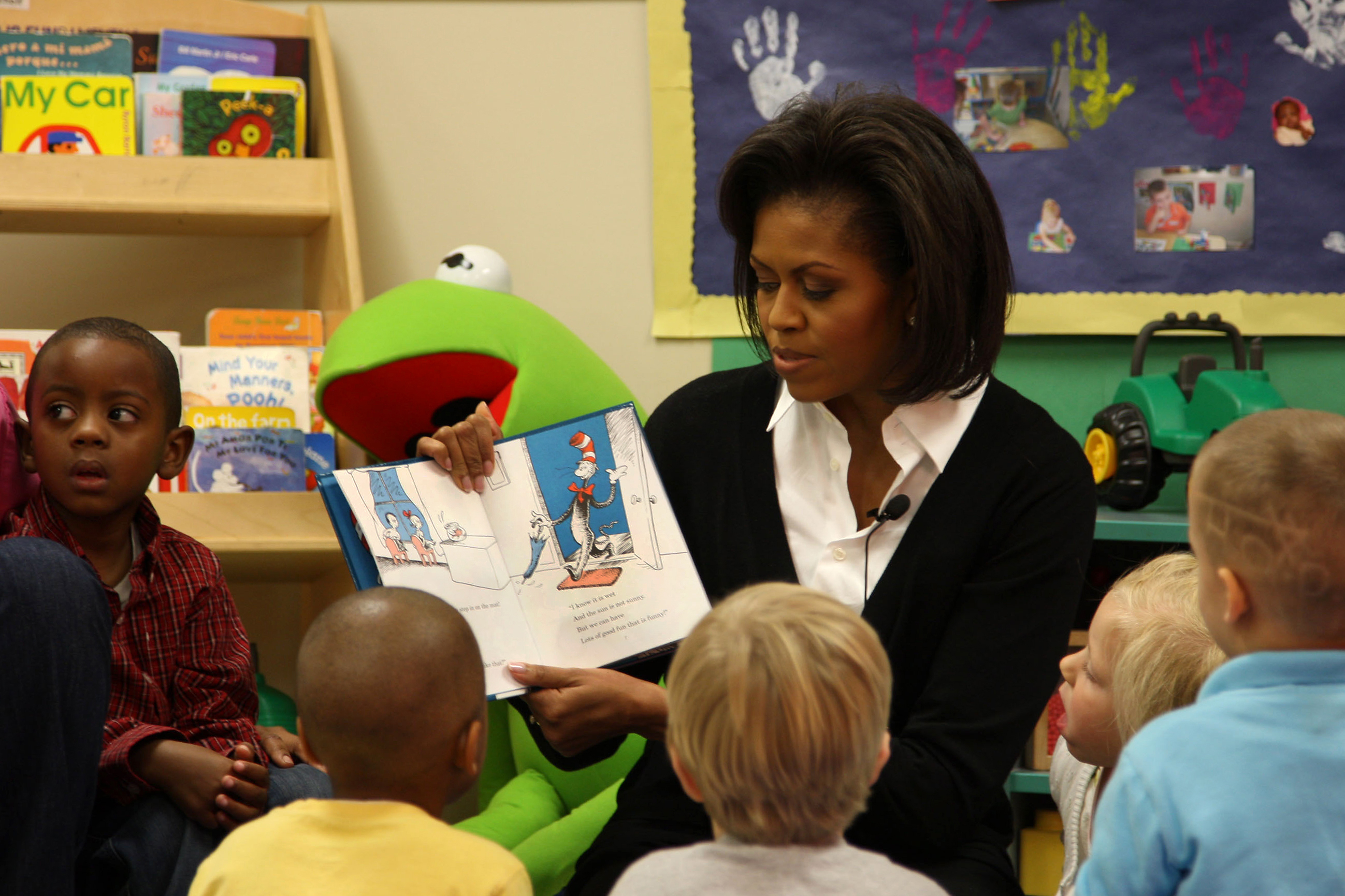
Đệ nhất phu nhân Michelle Obama đọc Chàng Mèo Mang Mũ cho học sinh mẫu giáo tại Prager Child Development Center, trong chuyến thăm Fort Bragg, Bắc Carolina.